# Faulk County
Faulk County ist ein County im Bundesstaat South Dakota der Vereinigten Staaten. Das U.S. Census Bureau hat bei der Volkszählung 2020 eine Einwohnerzahl von 2125 ermittelt. Der Verwaltungssitz (County Seat) ist Faulkton.

## Geographie
Der Bezirk hat eine Fläche von 2605 Quadratkilometern; davon sind 14 Quadratkilometer (0,55 Prozent) Wasserflächen. Er ist in 23 Townships eingeteilt:  Arcade, Bryant, Centerville, Clark, Devoe, Ellisville, Emerson, Enterprise, Fairview, Freedom, Hillsdale, Irving, Lafoon, Myron, O’Neil, Orient, Pioneer, Saratoga, Sherman, Tamworth, Union, Wesley und Zell; sowie drei unorganisierte Territorien: Pulaski und Southwest Faulk.

## Geschichte
Das County wurde am 8. Januar 1873 gegründet und die Verwaltungsorganisation am 5. November 1883 abgeschlossen. Es wurde nach dem Politiker Andrew Jackson Faulk benannt, der unter anderem Gouverneur des Dakota-Territoriums war.

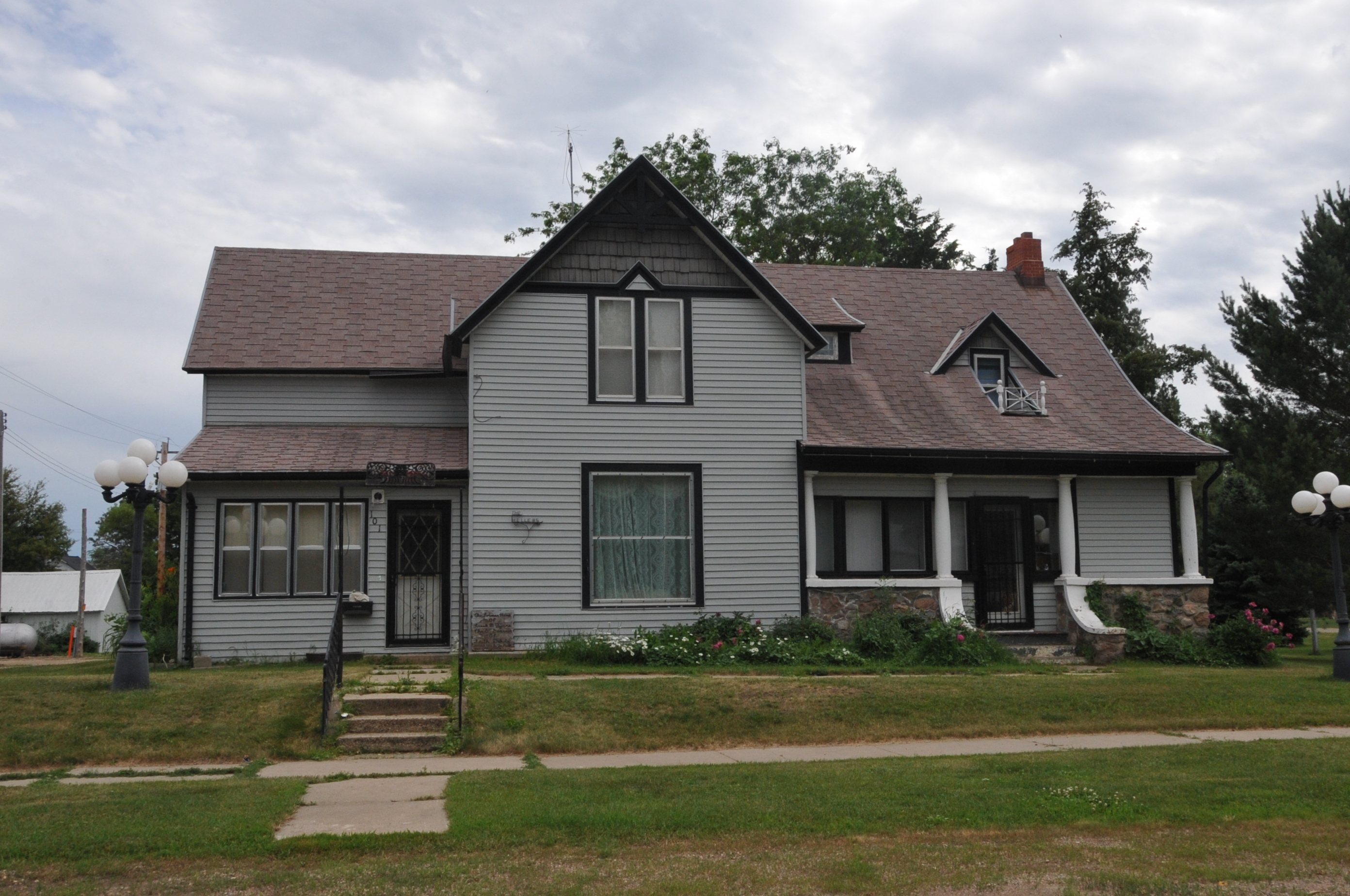
Das Gov. Frank M. Byrne House ist einer von neun Einträgen des Countys im NRHP.

Neun Bauwerke und Stätten des Countys sind im National Register of Historic Places (NRHP) eingetragen (Stand 31. Juli 2018).

## Städte und Gemeinden
Städte (cities)
- Faulkton

Gemeinden (towns)
- Chelsea
- Cresbard
- Onako
- Orient
- Rockham
- Seneca
- Wecota